# Marian Balicki
Marian Balicki (ur. 13 lutego 1952 w Dobkowicach, zm. 5 marca 2019 w Stalowej Woli) – polski duchowny rzymskokatolicki, poeta.

## Życiorys

### Praca naukowa
W latach 1967–1971 uczęszczał do Liceum Ogólnokształcącego w Radymnie. W 1979 roku ukończył Wyższe Seminarium Duchowne w Przemyślu. Święcenia kapłańskie przyjął dnia 5 czerwca 1977 r. W roku 1993 uzyskał tytuł magistra teologii na KUL, następnie licencjat z pedagogiki rodziny w 1994 r. Doktorat uzyskał na Wydziale Teologii KUL w Lublinie, z teologii pastoralnej. Wykładowca w Wydziale Zamiejscowym Nauk o Społeczeństwie KUL w Stalowej Woli oraz Politechnice Radomskiej w Radomiu. Zajęcia z zakresu literatury regionalnej i ludowej, etyki.

### Praca duszpasterska
Jako wikariusz pracował w parafii: Stobierna, w Stalowej Woli w parafii pw. Matki Bożej Królowej Polski oraz w Nowej Dębie w parafii pw. Matki Bożej Królowej Polski. Jako proboszcz posługiwał w parafii: Tarnobrzeg-Wielowieś, w Nisku w parafii pw. św. Józefa i od 2008 r. w Stalowej Woli w parafii pw. św. Floriana. Pełnił przez dwie kadencje urząd Dziekana Dekanatu Nisko (1992 -2008). Od 2018 r. był wicedziekanem Dekanatu Stalowa Wola. Był diecezjalnym duszpasterzem środowisk twórczych. Animatorem życia religijnego i kulturowego. Szczególną jego pasją stała się poezja.
Zmarł 5 marca 2019 roku. Spoczywa na cmentarzu komunalnym w Stalowej Woli w kwaterze K / B / 6.

## Odznaczenia, tytuły, wyróżnienia
- 1993 – kanonik honorowy Kapituły Konkatedralnej w Stalowej Woli
- 2002 – godność kapelana honorowego Jego Świątobliwości
- 2009 – Honorowy Obywatel Gminy i Miasta Nisko[2]
- 2018 – nagroda Gałązki Sosny, nagrody w dziedzinie kultury w Stalowej Woli, Kategoria literatura

## Tomiki poetyckie
- Pisanka Wielkanocna, Tarnobrzeg - Wielowieś 1987;
- Pan Homo, Wydawnictwo Diecezjalne, Sandomierz 1992;
- Ślad Obecnego, Wydawnictwo Diecezjalne, Sandomierz 1993;
- Czas Pieśni, Wydawnictwo Diecezjalne, Sandomierz 1995;
- U stóp nieba, Wydawnictwo WSD, Rzeszów 1996. (zbiorek)
- Rondo czasu, Wydawnictwo „Sztafeta”, Stalowa Wola 1999;
- Pocałunek Promienia, Wydawnictwo „Sztafeta” Stalowa Wola 2001;
- Ogród śpiewających marzeń, Wydawnictwo Diecezjalne, Sandomierz 2002. (zbiorek)[3];
- Uśmiech anioła, Wydawnictwo Diecezjalne, Sandomierz 2008;
- Obudzi nas Słowo, Wydawnictwo Diecezjalne, Sandomierz 2013
- W stronę słońca, Wydawnictwo Diecezjalne, Sandomierz 2014;
- Czas na miłość, Wydawnictwo ,,Sztafeta'' Stalowa Wola 2018.